# Liste der Baudenkmäler in Polsingen
Auf dieser Seite sind die Baudenkmäler in der mittelfränkischen Gemeinde Polsingen zusammengestellt. Diese Tabelle ist eine Teilliste der Liste der Baudenkmäler in Bayern. Grundlage ist die Bayerische Denkmalliste, die auf Basis des Bayerischen Denkmalschutzgesetzes vom 1. Oktober 1973 erstmals erstellt wurde und seither durch das Bayerische Landesamt für Denkmalpflege geführt wird. Die folgenden Angaben ersetzen nicht die rechtsverbindliche Auskunft der Denkmalschutzbehörde.
 Diese Liste gibt den Fortschreibungsstand vom 12. Februar 2015 und enthält 39 Baudenkmäler.

## Baudenkmäler nach Ortsteilen

### Polsingen
| Lage                                                                       | Objekt                                                                  | Beschreibung | Akten-Nr.             | Bild                                                                    |
| -------------------------------------------------------------------------- | ----------------------------------------------------------------------- | --- | --------------------- | ----------------------------------------------------------------------- |
| Döckinger Berg, am Weg nach Döckingen (Standort)                           | Ehemaliger Sommerkellerbau                                              | Bruchsteinbau, Satteldach südlich mit Walm, 19. Jahrhundert | D-5-77-162-13         | BW                                                                      |
| Frankenstraße 12 (Standort)                                                | Ehemaliges Bauernhaus                                                   | zweigeschossiger traufständiger Satteldachbau, mit Ecklisenen und profilierten Segmentbogenfenstern, Ende 19. Jahrhundert | D-5-77-162-2 Wikidata | weitere Bilder                                                          |
| Frankenstraße 20 (Standort)                                                | Ehemaliges Bauernhaus                                                   | Zweigeschossiger traufständiger Satteldachbau, mit Ecklisenen, Ende 19. Jahrhundert | D-5-77-162-4          | Ehemaliges Bauernhaus                                                   |
| Frankenstraße 22 (Standort)                                                | Ehemaliges Austragshaus                                                 | Eingeschossiger Satteldachbau mit abgewinkelter Front, Ende 19. Jahrhundert | D-5-77-162-5 Wikidata | Ehemaliges Austragshaus                                                 |
| Frankenstraße 23 (Standort)                                                | Gast- und Bauernhaus                                                    | Zweigeschossiger giebelständiger Satteldachbau, mit Aufzugsluke, 1890, Nebenhaus, massiver Satteldachbau, Ende 19. Jahrhundert | D-5-77-162-6 Wikidata | weitere Bilder                                                          |
| Frankenstraße 33, Frankenstraße 31 (Standort)                              | Ehemaliges von Wöllwarth`sches Schlossgut und Amtshaus                  | Zweigeschossiger Walmdachbau mit Zwerchhaus, 17./18. Jahrhundert, 1860 erneuert, Ökonomiegebäude, massiver Satteldachbau mit Lisenengliederung, bezeichnet „1858“ | D-5-77-162-8          | Ehemaliges von Wöllwarth`sches Schlossgut und Amtshaus                  |
| Raiffeisenstraße 4 (Standort)                                              | Evangelisch-lutherische Pfarrkirche Sankt Nikolaus                      | Chorturmkirche, 1595/96 errichtet, Barockisierung des Turmes 1755 nach Plan von Johann David Steingruber, Turm mit Kuppelhaube, mit Ausstattung, Kirchhofmauer mit Torbogen, bezeichnet „1594“, Grabdenkmal von Wöllwarth, 1844 | D-5-77-162-9          | weitere Bilder                                                          |
| Raiffeisenstraße 6 (Standort)                                              | Pfarrhaus                                                               | Zweigeschossiger Walmdachbau, 1766 | D-5-77-162-10         | BW                                                                      |
| Raiffeisenstraße 12 (Standort)                                             | Bauernhaus                                                              | Eingeschossiger Satteldachbau in Ecklage, mit Zwicktaschendach, mit anschließender Scheune, Mitte 19. Jahrhundert | D-5-77-162-11         | BW                                                                      |
| Wilhelm-Löhe-Ring 2 (Standort)                                             | Ehemaliges von Wöllwarth`sches Wasserschloss, seit 1865 Anstaltsgebäude | Dreigeschossiger Hauptbau mit Walmdach, wohl Mitte 17. Jahrhundert, vier Ecktürme der ehemals Befestigungsanlage, die hinteren in Fragmenten erhalten, 16. Jahrhundert, Wehrmauer, 16. Jahrhundert, eiserner Gartenbrunnen, 1858, Schlosskapelle, Ende 19. Jahrhundert im Stallbau des 17./18. Jahrhundert eingerichtet, mit Ausstattung | D-5-77-162-1          | Ehemaliges von Wöllwarth`sches Wasserschloss, seit 1865 Anstaltsgebäude |
| Wilhelm-Löhe-Ring 12, Wilhelm-Löhe-Ring 3, Wilhelm-Löhe-Ring 15 (Standort) | Evangelisch-lutherische Kirche Zum Guten Hirten                         | Zeltdachkirche und Glockenturm mit spitzem Zeltdach, von Franz Gürtner, 1966/67. | D-5-77-162-49         | Evangelisch-lutherische Kirche Zum Guten Hirten                         |

### Döckingen
| Lage                                        | Objekt                                                       | Beschreibung | Akten-Nr.     | Bild           |
| ------------------------------------------- | ------------------------------------------------------------ | --- | ------------- | -------------- |
| Hart, an der Straße nach Ursheim (Standort) | Zwei Bierkellerbauten                                        | Keller mit Fasshaus, eingeschossiger Satteldachbau, Naturstein, verputzt, Kellerzugang, 19. Jahrhundert | D-5-77-162-27 | BW             |
| Hauptstraße 2 (Standort)                    | Brauereigasthof, Gasthaus, Hauptgebäude eines Vierseithofes  | Zweigeschossiger Satteldachbau in Ecklage, 1886, Brauereigebäude, eingeschossiger Satteldachbau, um 1900, Einfriedung mit gusseisernem Zaun, um 1900                                                         | D-5-77-162-14 | BW             |
| Hauptstraße 7 (Standort)                    | Bauernhaus eines Dreiseithofes                               | Zweigeschossiger giebelständiger Satteldachbau, mit Eckquaderungen, 1884 | D-5-77-162-15 | BW             |
| Hauptstraße 28 (Standort)                   | Evangelisch-lutherische Pfarrkirche St. Urban                | Saalkirche, neugotischer Bau mit Westturm an Stelle eines abgetragenen Vorgängerbaus, Turm mit Spitzhelm, 1873/74, Kirchhofmauer, 19. Jahrhundert, mit Ausstattung                                           | D-5-77-162-18 | weitere Bilder |
| Meierhofstraße 2 a (Standort)               | Wohnhaus                                                     | Zweigeschossiger giebelständiger Satteldachbau, mit Eckquaderungen, wohl um 1800 | D-5-77-162-20 | BW             |
| Meierhofstraße 3 (Standort)                 | Ehemaliger Ansbachischer Maierhof, jetzt Gasthaus            | Zweigeschossiger Satteldachbau, mit zweigeschossigem Wohnbau mit Halbwalmdach, 17./18. Jahrhundert, angebauter Ökonomieteil, eingeschossiger Satteldachbau mit südlichem Walmabschluss, wohl 18. Jahrhundert | D-5-77-162-21 | BW             |
| Meierhofstraße 8 (Standort)                 | Wohnhaus und Ökonomiebau                                     | Zweigeschossiger giebelständiger Satteldachbau, Anbau mit Halbwalm, 18. Jahrhundert | D-5-77-162-22 | BW             |
| Hauptstraße (Standort)                      | Gartenpavillon                                               | Eingeschossiger Fachwerkbau über Natursteinsockel mit Zeltdach, 19. Jahrhundert | D-5-77-162-17 | BW             |
| Oettinger Straße 11 (Standort)              | Bauernhaus                                                   | Eingeschossiger Satteldachbau in Ecklage, mit anschließender Scheune, frühes 19. Jahrhundert | D-5-77-162-24 | BW             |
| Rothenberger Straße 17 (Standort)           | Kleinhaus, Wohngebäude, Hälfte eines ehemaligen Doppelhauses | Eingeschossiger traufständiger Satteldachbau, 19. Jahrhundert | D-5-77-162-19 | BW             |
| Weidengasse 13 (Standort)                   | Ehemaliges Austragshaus                                      | Eingeschossiger giebelständiger Satteldachbau, massiv, um 1900, Umbau nach 1930, ehemalige Scheune, Satteldachbau, teilweise Bruchstein, wohl gleichzeitig?                                                  | D-5-77-162-51 | BW             |
| Weidengasse 15 (Standort)                   | Bauernhaus                                                   | Eingeschossiger giebelständiger Satteldachbau, mit Eckquaderung, Putzgliederungen und Segmentbogenfenster, um 1910                                                                                           | D-5-77-162-23 | BW             |

### Oberappenberg
| Lage                        | Objekt                | Beschreibung    | Akten-Nr.     | Bild           |
| --------------------------- | --------------------- | --------------- | ------------- | -------------- |
| In Oberappenberg (Standort) | Steinkreuz Sühnekreuz | Mittelalterlich | D-5-77-162-29 | weitere Bilder |

### Trendel
| Lage                       | Objekt                                           | Beschreibung | Akten-Nr.     | Bild           |
| -------------------------- | ------------------------------------------------ | --- | ------------- | -------------- |
| Bergstraße 7 a (Standort)  | Bauern-Altsitz                                   | An Stadel angebaut, erdgeschossig, unregelmäßige Form, gekrümmtes Satteldach mit Abwalmung, wohl 18. Jahrhundert                                                                                          | D-5-77-162-31 | BW             |
| Kirchenbuck 3 (Standort)   | Evangelisch-lutherische Filialkirche Sankt Georg | Saalkirche, erbaut 1668, Turm im Kern mittelalterlich, Langhaus 1725/26 erweitert, Kirchhofmauer, südlicher Abschnitt, 18./19. Jahrhundert, mit Ausstattung                                               | D-5-77-162-32 | weitere Bilder |
| Kirchenbuck 9 (Standort)   | Bauernhaus                                       | Eingeschossiger giebelständiger Satteldachbau, mit rustizierten Ecklisenen, 1919 | D-5-77-162-33 | BW             |
| Lindenstraße 10 (Standort) | Bauernhaus                                       | Eingeschossiger traufständiger Satteldachbau, frühes 19. Jahrhundert | D-5-77-162-34 | BW             |
| Schloßstraße 10 (Standort) | Ehemaliges Schloss                               | Wohnbau, dreigeschossiges Gebäude mit Steildach, Obergeschoss Fachwerk, 16./17. Jahrhundert, Stallungen und Scheune, 17./18. Jahrhundert ruinös, erhaltene Teile der Ummauerung, wohl spätmittelalterlich | D-5-77-162-35 | BW             |

### Ursheim
| Lage                          | Objekt                                             | Beschreibung | Akten-Nr.              | Bild           |
| ----------------------------- | -------------------------------------------------- | --- | ---------------------- | -------------- |
| Döckinger Straße 2 (Standort) | Bauernhaus                                         | Zweigeschossiger traufständiger Satteldachbau, 19. Jahrhundert                                                             | D-5-77-162-36          | BW             |
| Döckinger Straße 5 (Standort) | Bauern-Doppelhaus                                  | Zweigeschossiger traufständiger Satteldachbau, im Kern wohl 18. Jahrhundert, um 1910                                       | D-5-77-162-37          | BW             |
| Dorfstraße 6 (Standort)       | Wohnstallhaus                                      | Eingeschossiger traufständiger Satteldachbau, 18./19. Jahrhundert                                                          | D-5-77-162-38          | BW             |
| Hahnenkammstraße 3 (Standort) | Bauernhaus                                         | Zweigeschossiger traufständiger Satteldachbau, mit Eckquaderungen, 1805, erneuert 1929                                     | D-5-77-162-39          | BW             |
| Kirchenstraße (Standort)      | Evangelisch-lutherische Pfarrkirche Sankt Wunibald | Saalkirche, neuromanischer Bau, Westfassade mit turmförmigem Dachreiter, 1841, mit Ausstattung                             | D-5-77-162-40          | weitere Bilder |
| Kirchenstraße (Standort)      | Kirchhofmauer                                      | Wohl 19. Jahrhundert | D-5-77-162-40          | BW             |
| Sachsenhartstraße (Standort)  | Kreuzstein (Sühnekreuz)                            | Ca. 80 cm, mittelalterlich                                                                                                 | D-5-77-162-46          | weitere Bilder |
| Säggasse 2 (Standort)         | Pfarrhaus                                          | Zweigeschossiges giebelständiges Gebäude mit Halbwalmdach, unter Leitung von Johann David Steingruber, 1768, erneuert 1897 | D-5-77-162-43 Wikidata | Pfarrhaus      |
| Säggasse 5 (Standort)         | Mühl- und Bauernhaus                               | Dreigeschossiger Satteldachbau, Untergeschosse 18./19. Jahrhundert, Fachwerk-Obergeschoss 1948                             | D-5-77-162-44          | BW             |
| Schmiedgasse 2 (Standort)     | Bauernhaus                                         | Eingeschossiger traufständiger Satteldachbau, um 1860/70                                                                   | D-5-77-162-45          | BW             |

## Ehemalige Baudenkmäler
In diesem Abschnitt sind Objekte aufgeführt, die früher einmal in der Denkmalliste eingetragen waren, jetzt aber nicht mehr. Objekte, die in anderem Zusammenhang also z. B. als Teil eines Baudenkmals weiter eingetragen sind, sollen hier nicht aufgeführt werden. Aktennummern in diesem Abschnitt sind ehemalige, jetzt nicht mehr gültige Aktennummern.

| Lage                               | Objekt   | Beschreibung                                                          | Akten-Nr.     | Bild |
| ---------------------------------- | -------- | --------------------------------------------------------------------- | ------------- | ---- |
| Ursheim Rohrachstraße 6 (Standort) | Wohnhaus | Zweigeschossiger traufständiger Satteldachbau, frühes 19. Jahrhundert | D-5-77-162-42 | BW   |